# Kalāteh-ye Zeynal
Kalāteh-ye Zeynal (persiska: کلاته زینل, Kalāteh Zeynal) är en ort i Iran.   Den ligger i provinsen Khorasan, i den nordöstra delen av landet, 600 km öster om huvudstaden Teheran. Kalāteh-ye Zeynal ligger 1 392 meter över havet och antalet invånare är 250.
Terrängen runt Kalāteh-ye Zeynal är kuperad åt nordost, men åt sydväst är den platt. Runt Kalāteh-ye Zeynal är det ganska tätbefolkat, med 56 invånare per kvadratkilometer. Närmaste större samhälle är Jambarjūq, 13,8 km väster om Kalāteh-ye Zeynal. Omgivningarna runt Kalāteh-ye Zeynal är i huvudsak ett öppet busklandskap.